# Mikael Dolsten
Mikael Dolsten, anteriormente Dohlsten, nacido en 1958 en Halmstad, es un médico e investigador sueco-estadounidense. Dolsten es jefe de investigación en la empresa farmacéutica estadounidense Pfizer.

## Infancia y estudios
Dolsten creció en el municipio de Halmstad y se graduó del Kattegattgymnasiet en Halmstad en 1975. Desde enero de 1979 hasta 1985 estudió medicina en la Universidad de Lund y obtuvo un doctorado en inmunología del cáncer en 1988 en la misma institución.

## Carrera

### Actividad académica y clínica
Dolsten trabajó en la Universidad de Lund como profesor adjunto y profesor asociado de 1989 a 2000, además de liderar un grupo de investigación en inmunología y oncología y supervisar a varios doctorandos. Trabajó como médico en varios departamentos del Hospital Universitario de Lund de 1985 a 1988, lo que constituyó su única práctica clínica. Dolsten fue nombrado profesor asociado en 1990 y profesor adjunto de inmunología en 1996. En la selección para una cátedra en inmunología en Uppsala en 1997, Dolsten fue el principal candidato. Ha publicado aproximadamente 150 artículos originales y reseñas en revistas científicas sobre inmunología, oncología y biología celular, además de realizar descubrimientos de medicamentos y obtener varias patentes. Estudió inmunología y virología en 1981 en el Instituto Weizmann de Ciencias en Rehovot, Israel.
Desde el 1 de enero de 2021, Dolsten ocupa una cátedra como profesor invitado en farmacología en la Universidad de Lund.

## Pharmacia
De 1988 a 1997, Dolsten trabajó en la empresa sueca Pharmacia en Lund. En los últimos años de este período, fue jefe de investigación del centro de investigación de Lund, que trabaja en inmunoterapia y terapia del cáncer. Pharmacia fue adquirida por Pfizer en 1997.

## Astra Zeneca
Entre 1997 y 2003, trabajó para la empresa farmacéutica sueca Astra, que en 1999 se convirtió en Astra Zeneca, como jefe de investigación y desarrollo de la filial Astra Draco. Después de la fusión entre Astra y Zeneca, Dolsten fue jefe de las áreas de investigación cardiovascular/metabólica y gastrointestinal en abril de 1999 en Mölndal.

## Boehringer Ingelheim
En diciembre de 2003, Dolsten fue nombrado jefe mundial de investigación de la empresa farmacéutica alemana Boehringer Ingelheim, con responsabilidad sobre las actividades de investigación en Alemania, Austria, Italia, Japón y Estados Unidos. Ocupó esta función hasta 2008.

## Wyeth y Pfizer
Dolsten fue designado director general de investigación y desarrollo en la empresa estadounidense Wyeth en 2008. Fue contratado por Pfizer en 2009 durante la adquisición de Wyeth como jefe de BioTherapeutics. El 26 de mayo de 2010, se convirtió en director científico y director general de investigación y desarrollo de Pfizer. Durante sus más de diez años en Pfizer, se han aprobado y utilizado en la práctica médica varios medicamentos y vacunas importantes, incluyendo Prevnar 13, Inlyta, Xeljanz, Eliquis, Xalcori, Bosulif, Daurismo, Lorbrena, Besponsa, Ibrance, Trumenba, Xtandi (adquirido de Medivation), Vyndaqel, Eucrisa (adquirido de Anacor), Braftovi (adquirido de ARRAY), Bavencio, Inflectra (adquirido de Hospira), Trazimera, Ruxience y Zirabev. Dolsten ha sido parte del liderazgo del esfuerzo de Pfizer en la vacuna contra el COVID-19 en 2020.
El 14 de mayo de 2014, compareció junto con otros dos directivos de Pfizer ante el Comité Selecto de Ciencia y Tecnología para responder preguntas. El día anterior, tres directivos de Pfizer habían sido entrevistados ante el Comité de Negocios, Innovación y Habilidades.

## Otros cargos
Dolsten fue asesor científico del grupo de trabajo de la administración de Barack Obama para mejorar la legislación y el desarrollo de medicamentos, así como del Cancer Moonshot liderado por Joe Biden y del Panel de Cinta Azul del Instituto Nacional del Cáncer. Copresidió con el director de los NIH, Francis Collins, el consorcio público-privado AMP, Accelerating Medicine Partnership.
Dolsten forma parte de una junta consultiva de la Asociación de Investigación y Fabricantes Farmacéuticos de América, es miembro del consejo de administración de Research America y es miembro del consejo de administración de la empresa pública Karyopharm Therapeutics en Boston.
En 2017, Dolsten fue elegido miembro extranjero de la Real Academia Sueca de Ciencias de la Ingeniería.
Mikael Dolsten fue presentador de verano en P1 el 4 de julio de 2021.

## Premios
En 2021, Dolsten recibió el premio Sueco del Año en el Mundo de la asociación Swedes in the World por su exitoso trabajo junto con BioNTech para desarrollar una vacuna contra el COVID-19.

## Vida privada
Está casado con la consultora empresarial y emprendedora Catarina R. Dolsten. La pareja tiene tres hijos. Mikael Dolsten se mudó a Estados Unidos en 2004 con su familia. Es ciudadano sueco y estadounidense.